# マドリード王立植物園

植物園の配置図

マドリード王立植物園（マドリードおうりつしょくぶつえん、スペイン語: Real Jardín Botánico de Madrid）は、スペインの首都マドリードにある植物園である。プラド大通りの東側にあり、プラド美術館の南側に隣接している。面積は8ヘクタールである。スペイン最大の植物標本館があり、100万点以上の標本を所有している。

## 歴史
1755年10月に国王、フェルナンド6世の命令で、現在のプエルタ・デ・イエロの近くのマンサナーレス川の川岸の果樹園に作られたミガス・カリエンテス植物園がもとになった。医師のホセ・ケル・イ・マルティネスが集めた2,000点の植物が栽培された。
1774年に啓蒙君主、カルロス3世が規模を大きくするために現在の場所に移転を命令し、建築家のフランチェスコ・サバティーニ(Francesco Sabatini)とフアン・デ・ビジャヌエバ(Juan de Villanueva)が施設を設計し、3段になった庭園が造られ、カール・フォン・リンネの分類法に従って植物が配置された。新しい植物園は1781年に開園し、植物の展示だけでなく、植物学の教育のための施設となった。初代の植物学の教授に任じられたカシミーロ・ゴメス・オルテガ（Casimiro Gómez Ortega）は中南米への植物収集の探検を組織し、植物園の植物の種類を増加させた。1794年にアレッサンドロ･マラスピーナ(Alessandro Malaspina)が率いた太平洋の探検航海で集められた10,000点以上の植物によって植物園のコレクションは増加した。
1808年からの半島戦争によって、植物園は荒廃したが、1857年に昆虫学者のマリアーノ・デ・ラ・パス・グラエルス(Mariano de la Paz Graëlls y de la Aguer)が園長となって再建され、新しい温室の建設と上部庭園の再整備が行われた。この時期、動物園が作られたが後に動物園は移転した。1880年から1890年の間に、2ヘクタールの土地が農業省に譲られ、またサイクロンで被害によって植物園は縮小した。1939年からスペイン国立研究委員会(CSIC)が運営するようになった。1974年から昔日の計画案に戻す工事のため閉鎖され、1981年に再開園した。

## 植物園の画像

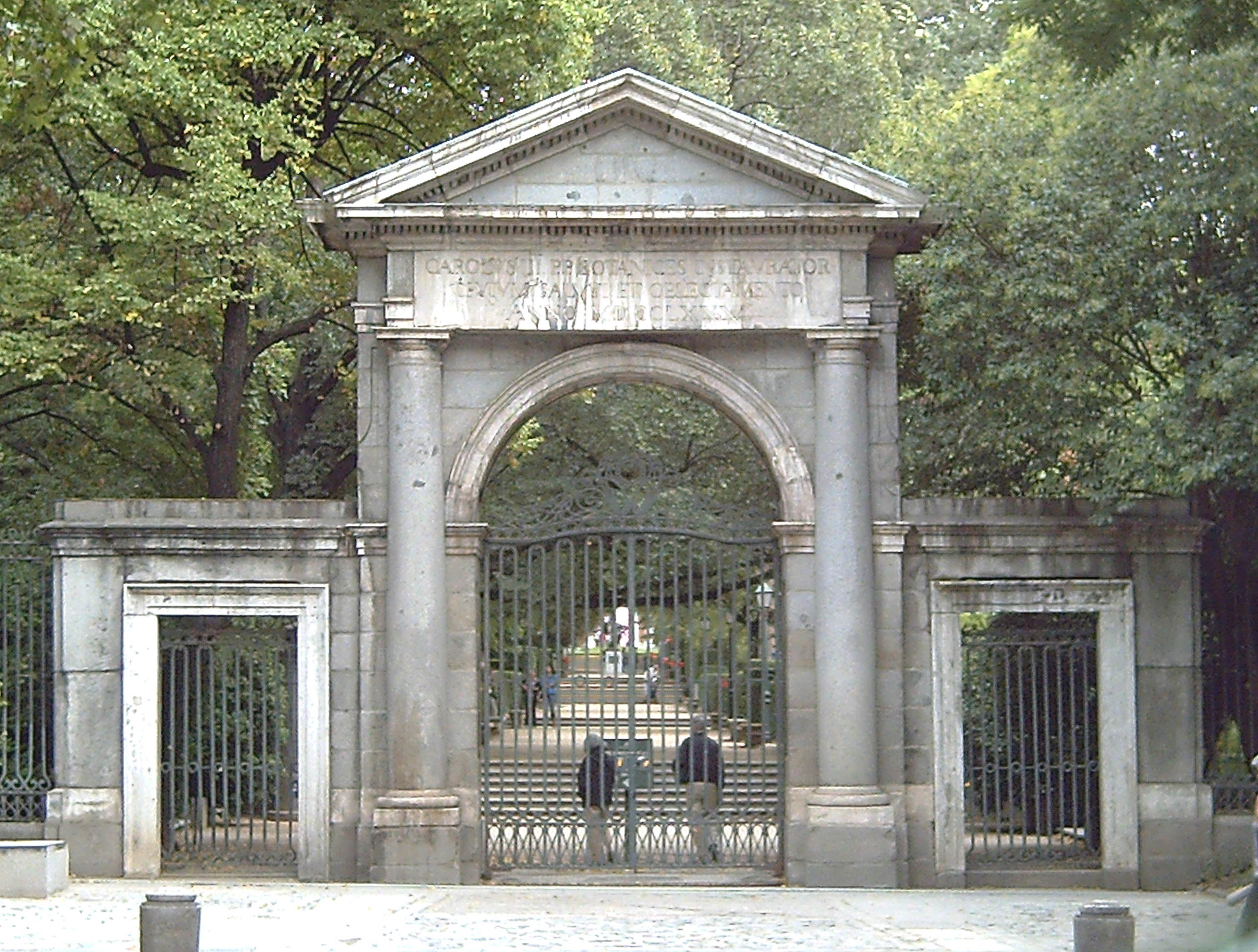
ロイヤルゲート
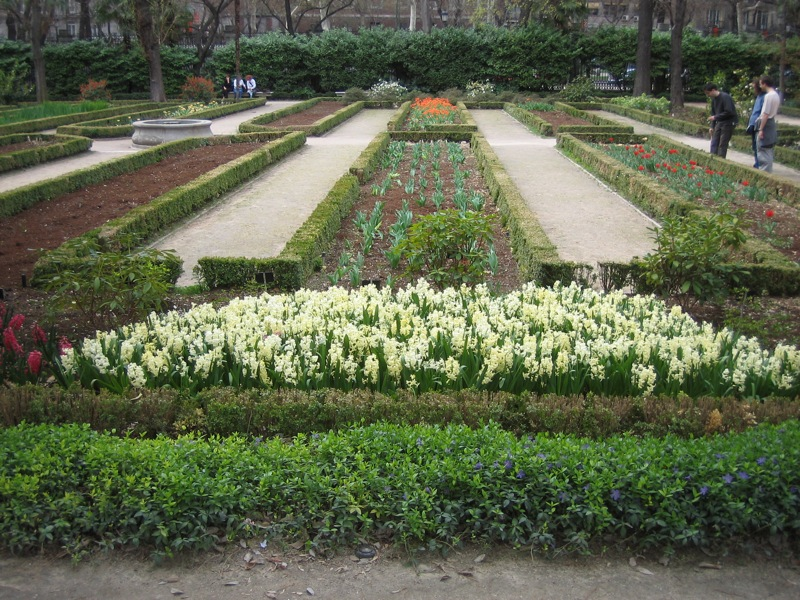
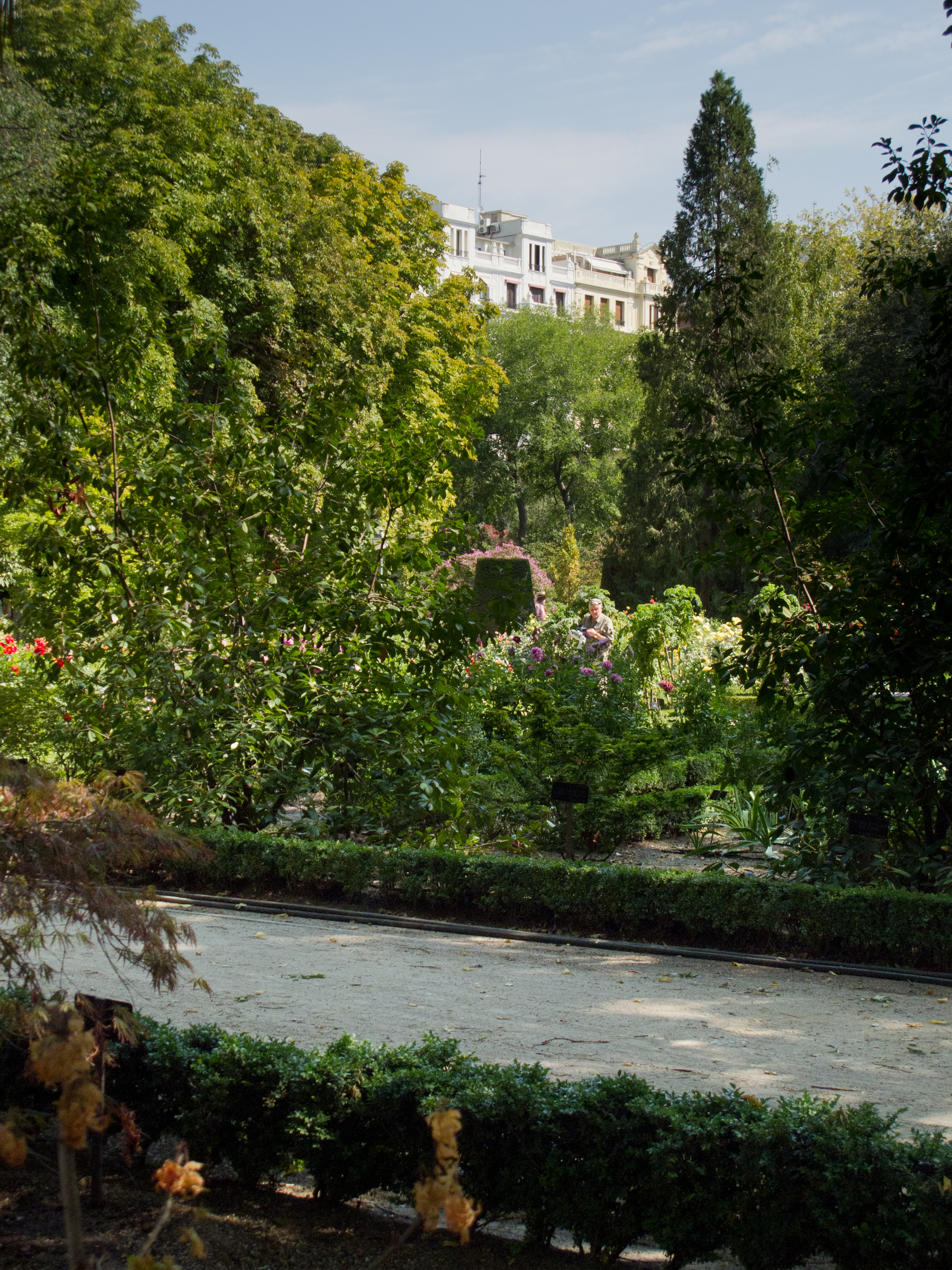
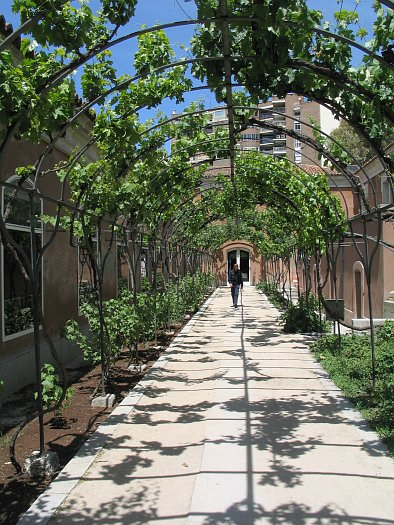